# Dysaphis leefmansi
Dysaphis leefmansi är en insektsart som först beskrevs av Hille Ris Lambers 1954.  Dysaphis leefmansi ingår i släktet Dysaphis och familjen långrörsbladlöss. Arten är reproducerande i Sverige.

## Underarter
Arten delas in i följande underarter:
- D. l. valentinae
- D. l. krumbholzi
- D. l. leefmansi